# 季塔列夫卡农村居民点
季塔列夫卡农村居民点（俄语：Титаревское сельское поселение）是俄罗斯联邦沃罗涅日州坎捷米罗夫卡区所属的一个农村居民点。其下辖有4个居民点，行政中心为季塔列夫卡。据2016年统计，该农村居民点的人口为968人。